# Арсенал демократии
«Арсенал демократии» — центральная фраза, использованная президентом США Франклином Д. Рузвельтом в радиопередаче об угрозе национальной безопасности, сделанной 29 декабря 1940 года — почти за год до вступления Соединенных Штатов во Вторую мировую войну. Рузвельт пообещал помочь Великобритании в борьбе с нацистской Германией, продав им военную продукцию, в то время как США не участвовали в реальных боевых действиях. Президент объявил об этом намерении за год до нападения на Перл-Харбор, в то время, когда Германия оккупировала большую часть Европы и всерьез угрожала Великобритании.
Обращение Рузвельта было призывом к оружию для поддержки союзников в Европе и, в меньшей степени, Китайской Республики в тотальной войне против нацистской Германии и имперской Японии. «Великий арсенал демократии» стал конкретно относиться к промышленности США, как к основному поставщику материалов для военных действий союзников.
«Арсенал демократии» относится к коллективным усилиям американской промышленности по поддержке союзников, которые, как правило, были сосредоточены в сложившихся промышленных центрах США, таких как Детройт, Кливленд, Чикаго, Нью-Йорк, Филадельфия и Питтсбург, а также других местах.

## Происхождение фразы
В 1918 году исполнительный директор Doubleday Герберт С. Хьюстон проанализировал Первую мировую войну в книге под названием «Блокирование новых войн». Он писал, что американский бизнес был «защитником демократии», а американская свободная пресса была «одним из самых эффективных орудий в арсенале демократии».
Представление об Америке, как о реальном арсенале, исходит от американского драматурга Роберта Э. Шервуда , слова которого 12 мая 1940 года цитировала газета «Нью-Йорк Таймс», «эта страна уже, по сути, является арсеналом для демократических союзников».  Хотя французский экономист Жан Монне использовал эту фразу позже в 1940 году, Феликс Франкфуртер убедил его не использовать ее снова, чтобы Рузвельт мог использовать ее в своих речах.  С тех пор эту фразу приписывают Франклину Рузвельту.  Фраза была предложена главным советником Рузвельта Гарри Гопкинсом. Еще в одном сообщении говорится, что Рузвельт позаимствовал эту фразу у руководителя автомобильной промышленности Детройта Уильяма С. Кнудсена, которого Рузвельт привлек к руководству усилиями Соединенных Штатов по производству военной техники.

## Речь Президента
Большая часть концовки речи была попыткой рассеять самоуспокоенность. Рузвельт изложил ситуацию, а затем указал на недостатки изоляционизма Соединенных Штатов. Он упомянул, что «Некоторым из нас нравится верить, что даже если Британия падет, мы все еще в безопасности благодаря широкому пространству Атлантики и Тихого океана…»
Он опроверг это заявление, заявив, что современные технологии позволяют эффективно сократить расстояния через эти океаны, позволив даже «самолетам летать с Британских островов в Новую Англию и обратно без дозаправки».
Установив опасность, президент затем потребовал от народа действий. Затем Президент получил телеграмму, содержание которое резюмировал так: «пожалуйста, господин Президент, не пугайте нас, рассказывая нам факты». Центральным фактом, который, по его мнению, американцы должны были усвоить, была геополитическая теория Хартленда: «Если Великобритания падет, державы Оси будут контролировать континенты Европы, Азии, Африки, Австралазии и открытые моря — и они будут в состоянии направить огромные военные и военно-морские ресурсы против этого полушария».
Затем он продолжил описывать ситуацию в Европе, разбавляя свои замечания предупреждениями о том, что нацисты будут использовать ту же тактику в Западном полушарии, и приводя яркие образы, такие как «Судьба этих [оккупированных] стран говорит нам, что значит жить под прицелом нацистского оружия». Рузвельт подверг критике британскую довоенную политику умиротворения, назвав ее неэффективной. Перечисляя предыдущие примеры, приведенные европейскими странами, он сказал, что это бесполезно. Единственным решением было помочь Британии («острие сопротивления завоеванию мира»), пока это еще было возможно.
Не обещая прямо держаться подальше от войны, он заявил, что «наша национальная политика не направлена на войну», и утверждал, что помощь Великобритании сейчас избавит в дальнейшем американцев от необходимости воевать. «Поэтому любые разговоры об отправке армий в Европу можно считать заведомой неправдой». Европа «не просит нас вести их боевые действия. Они просят нас о военных орудиях, самолетах, танках, пушках, грузовых кораблях, которые позволят им сражаться за свою свободу и за нашу безопасность. Мы должны доставить его им в достаточном количестве и достаточно быстро, чтобы мы и наши дети были избавлены от агонии и страданий войны, которые пришлось пережить другим».
Президент все время подчеркивал, что открытая война не навредит стране: «сила этой нации не должна быть ослаблена неспособностью правительства защитить экономическое благополучие своих граждан». Он сосредоточился на теме «великолепного сотрудничества между правительством, промышленностью и рабочими» в нескольких абзацах, упомянул, как американская рабочая сила окажет влияние в зонах боевых действий, и отметил, насколько важно производство оружия и транспортных средств для того, чтобы быть сильными, как нация.
Он предостерег от трудовых споров, заявив: «Народ ожидает, что наша оборонная промышленность будет продолжать работу без перерыва из-за забастовок или локаутов. Это означает, что руководство и рабочие должны урегулировать свои разногласия добровольно или правовыми средствами».
Рузвельт подчеркивал, что не американское правительство, а американский народ способен переломить ход войны. Именно здесь он употребил фразу «арсенал демократии»: «Мы должны быть великим арсеналом демократии. Для нас это чрезвычайная ситуация, такая же серьезная, как и сама война. Чувство безотлагательности, тот же дух патриотизма и самопожертвования, который мы бы продемонстрировали, будь мы на войне». В конце концов он успокоил американский народ: «Я верю, что державы Оси не выиграют эту войну».

## Влияние
Речь отразила американский подход к вступлению во Вторую мировую войну. Это ознаменовало упадок изоляционистской и невмешательской доктрины, которая доминировала во внешней политике США в межвоенный период после участия Соединенных Штатов в Первой мировой войне. В то время, когда военно-морской флот Соединенных Штатов казался сильным и широко считалось, что он гарантирует безопасность Западного полушария от вторжения, на службе находилось всего 458 365 военнослужащих, не входящих в состав береговой охраны: 259 028 человек в армии, 160 997 человек на флоте и 28 345 человек в морской пехоте. К следующему году это число увеличилось почти в четыре раза: всего 1 801 101 военнослужащий: 1 462 315 человек в армии, 284 437 человек в военно-морском флоте и 54 359 человек в морской пехоте.
Предыдущая политика, такая как Законы о нейтралитете, уже начала заменяться усиленной помощью союзникам, включая политику наличных денег в 1939 году и Соглашение об эсминцах для баз в сентябре 1940 года. Программа ленд-лиза началась в марте 1941 года, через несколько месяцев после речи «арсенал демократии». После нападения Японии на Перл-Харбор в декабре 1941 года — менее чем через год после выступления Рузвельта с речью — Соединенные Штаты вступили во Вторую мировую войну.

## Производители вооружения США
Расходы США на военное производство распределялись так: 32% на самолеты, 14,8% на корабли, 25,6% на боеприпасы (оружие, боеприпасы и военная техника), 4,9% на электронику, а остальные 22,7% на топливо, одежду, строительные материалы и продукты питания. Себестоимость производства неуклонно снижалась, в 1945 году производство одного и того же изделия стоило гораздо меньше, чем в 1942 году. Ниже перечислены крупнейшие военные генеральные подрядчики Соединенных Штатов в порядке общей стоимости боеприпасов, произведенных с июня 1940 года по сентябрь 1944 года. Эти крупные фирмы произвели множество различных предметов, авиастроительные компании собирали детали, изготовленные более тысячами различных фирм.
1. General Motors, грузовики, танки, запчасти для самолетов
2. Curtiss-Wright, авиационные двигатели
3. Ford, грузовики, самолеты
4. Convair, самолеты
5. Douglas Aircraft Company, самолеты
6. United Aircraft, запчасти для самолетов
7. Bethlehem Steel, корабли
8. Chrysler, танки, электроника, грузовики
9. General Electric, электрические части, двигатели
10. Lockheed Corporation, самолеты
11. North American Aviation, самолеты
12. Boeing, самолеты
13. AT&T Corporation, телефоны, радиодетали, рации
14. Glenn L. Martin Company, самолеты
15. DuPont , химикаты, боеприпасы, части атомной бомбы
16. U.S. Steel, сталь
17. Bendix Aviation , детали для самолетов
18. Packard, авиационные двигатели
19. Sperry Corporation, электроника
20. Kaiser Shipyards, корабли
21. Westinghouse Electric Company, запчасти
22. Grumman, самолеты
23. Newport News Shipbuilding, корабли
24. Republic Aviation, самолеты
25. Bell Aircraft, самолеты
26. Vigor Shipyards, корабли
27. Nash-Kelvinator, запчасти
28. Studebaker, грузовики
29. Consolidated Steel Corporation, сталь
30. Goodyear Tire and Rubber Company, шины
31. Esso, бензин и масло
32. Avco, запчасти для самолетов
33. International Harvester, грузовики
34. American Locomotive Company, танки
35. Western Cartridge Company, боеприпасы
36. American Car and Foundry Company, танки
37. United States Rubber Company, резиновые детали
38. Continental Motors, Inc., запчасти для самолетов
39. Sunoco, бензин и масло
40. Baldwin Locomotive Works, цистерны
41. Pressed Steel Car Company, цистерны
42. Permanente Metals, зажигательные бомбы
43. RCA, радио
44. Caterpillar Inc., танки
45. Allis-Chalmers, запчасти